# Bourdeau (Savoie)
Pour les articles homonymes, voir Bourdeau.
Cet article possède des paronymes, voir Bordeaux (homonymie) et Bourdeaux (homonymie).
Bourdeau est une commune française située dans le département de la Savoie, en région Auvergne-Rhône-Alpes.

## Géographie

### Situation

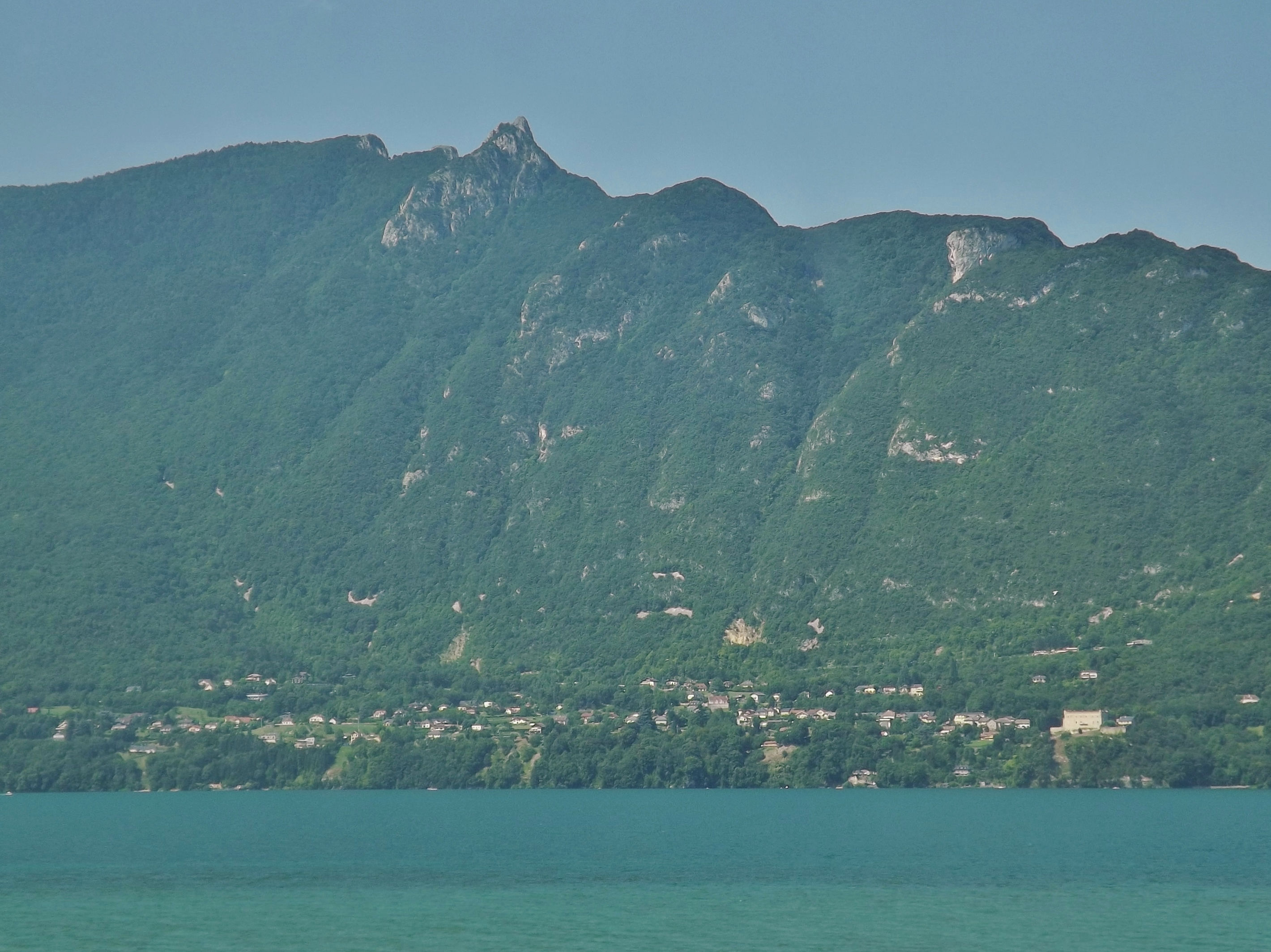
Vue d'ensemble de Bourdeau.

La commune de Bourdeau est située au sud de la rive ouest du lac du Bourget, le territoire communal se répartissant en une partie sur le lac, l’autre sur le versant est du mont du Chat, jusqu'à son sommet. Du fait du lac, ses limites sont relativement rectilignes et sur une superficie totale est de 4,83 km2, le lac en représente un peu moins de la moitié.
En outre, le mont du Chat formant à son endroit d'abruptes falaises, la commune connait un dénivelé de plus de 1 200 mètres entre la rive du lac (230 m) et le point culminant du mont sur la commune (1 460 m). La commune a par ailleurs sur son territoire les sommets de la dent du Chat (1 389 m) et du Molard Noir (1 446 m).
Le chef-lieu de la commune se situe pour sa part en léger surplomb vis-à-vis du lac (la mairie se situant à environ 305 m).

### Communes limitrophes

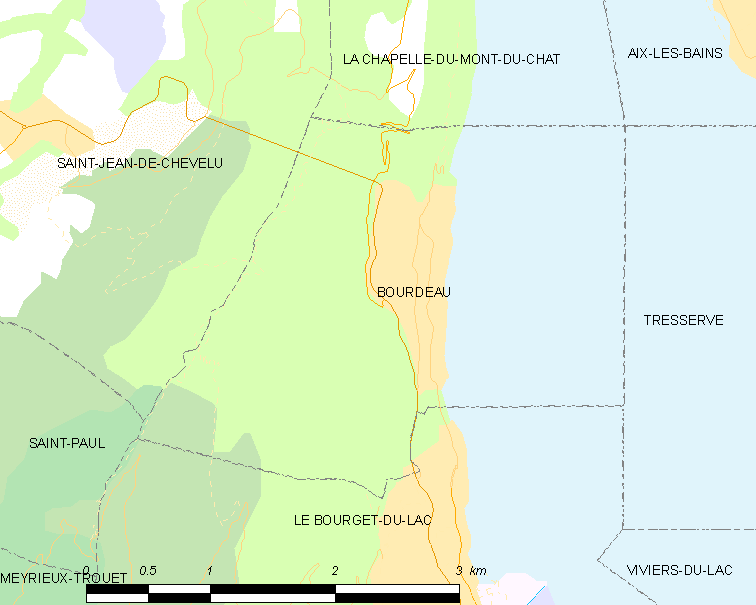
Situation administrative.

La commune de Bourdeau possède six communes limitrophes. Une seule d'entre elles, Tresserve à l'est, est située sur l’autre rive du lac du Bourget, bien qu'un quadripoint soit également partagé avec Aix-les-Bains au nord-est. Les deux autres communes limitrophes situées sur le littoral du lac sont Le Bourget-du-Lac au sud et La Chapelle-du-Mont-du-Chat au nord. Enfin le sommet du mont du Chat marque la séparation de Bourdeau en quasi-totalité avec la commune de Saint-Jean-de-Chevelu à l'ouest et nord-ouest, mais aussi avec celle de Saint-Paul sur une très courte distance au sud-ouest.
| Saint-Jean-de-Chevelu | La Chapelle-du-Mont-du-Chat | Aix-les-Bains |
| Saint-Jean-de-Chevelu | Bourdeau                    | Tresserve     |
| Saint-Paul            | Le Bourget-du-Lac           | Tresserve     |

### Climat
Pour des articles plus généraux, voir Climat d'Auvergne-Rhône-Alpes et Climat de la Savoie.
En 2010, le climat de la commune est de type climat océanique altéré, selon une étude du Centre national de la recherche scientifique s'appuyant sur une série de données couvrant la période 1971-2000. En 2020, Météo-France publie une typologie des climats de la France métropolitaine dans laquelle la commune est exposée à un climat de montagne ou de marges de montagne et est dans la région climatique Alpes du nord, caractérisée par une pluviométrie annuelle de 1 200 à 1 500 mm, irrégulièrement répartie en été.
Pour la période 1971-2000, la température annuelle moyenne est de 11,9 °C, avec une amplitude thermique annuelle de 19,1 °C. Le cumul annuel moyen de précipitations est de 1 297 mm, avec 9,5 jours de précipitations en janvier et 8,2 jours en juillet. Pour la période 1991-2020, la température moyenne annuelle observée sur la station météorologique de Météo-France la plus proche, « Chambéry-Aix », sur la commune de Voglans à 6 km à vol d'oiseau, est de 11,9 °C et le cumul annuel moyen de précipitations est de 1 203,9 mm,. Pour l'avenir, les paramètres climatiques de la commune estimés pour 2050 selon différents scénarios d'émission de gaz à effet de serre sont consultables sur un site dédié publié par Météo-France en novembre 2022.

## Urbanisme

### Typologie
Au 1er janvier 2024, Bourdeau est catégorisée commune rurale à habitat dispersé, selon la nouvelle grille communale de densité à sept niveaux définie par l'Insee en 2022.
Elle appartient à l'unité urbaine de Chambéry, une agglomération intra-départementale regroupant 35  communes, dont elle est une commune de la banlieue,,. Par ailleurs la commune fait partie de l'aire d'attraction de Chambéry, dont elle est une commune de la couronne,. Cette aire, qui regroupe 115 communes, est catégorisée dans les aires de 200 000 à moins de 700 000 habitants,.
La commune, bordée par un plan d’eau intérieur d’une superficie supérieure à 1 000 hectares, le lac du Bourget, est également une commune littorale au sens de la loi du 3 janvier 1986, dite loi littoral. Des dispositions spécifiques d’urbanisme s’y appliquent dès lors afin de préserver les espaces naturels, les sites, les paysages et l’équilibre écologique du littoral, tel le principe d'inconstructibilité, en dehors des espaces urbanisés, sur la bande littorale des 100 mètres, ou plus si le plan local d’urbanisme le prévoit.

### Occupation des sols
L'occupation des sols de la commune, telle qu'elle ressort de la base de données européenne d’occupation biophysique des sols Corine Land Cover (CLC), est marquée par l'importance des forêts et milieux semi-naturels (50 % en 2018), une proportion sensiblement équivalente à celle de 1990 (50,2 %). La répartition détaillée en 2018 est la suivante : 
forêts (50 %), eaux continentales (39,1 %), zones urbanisées (10,9 %).
L'IGN met par ailleurs à disposition un outil en ligne permettant de comparer l’évolution dans le temps de l’occupation des sols de la commune (ou de territoires à des échelles différentes). Plusieurs époques sont accessibles sous forme de cartes ou photos aériennes : la carte de Cassini (XVIIIe siècle), la carte d'état-major (1820-1866) et la période actuelle (1950 à aujourd'hui).

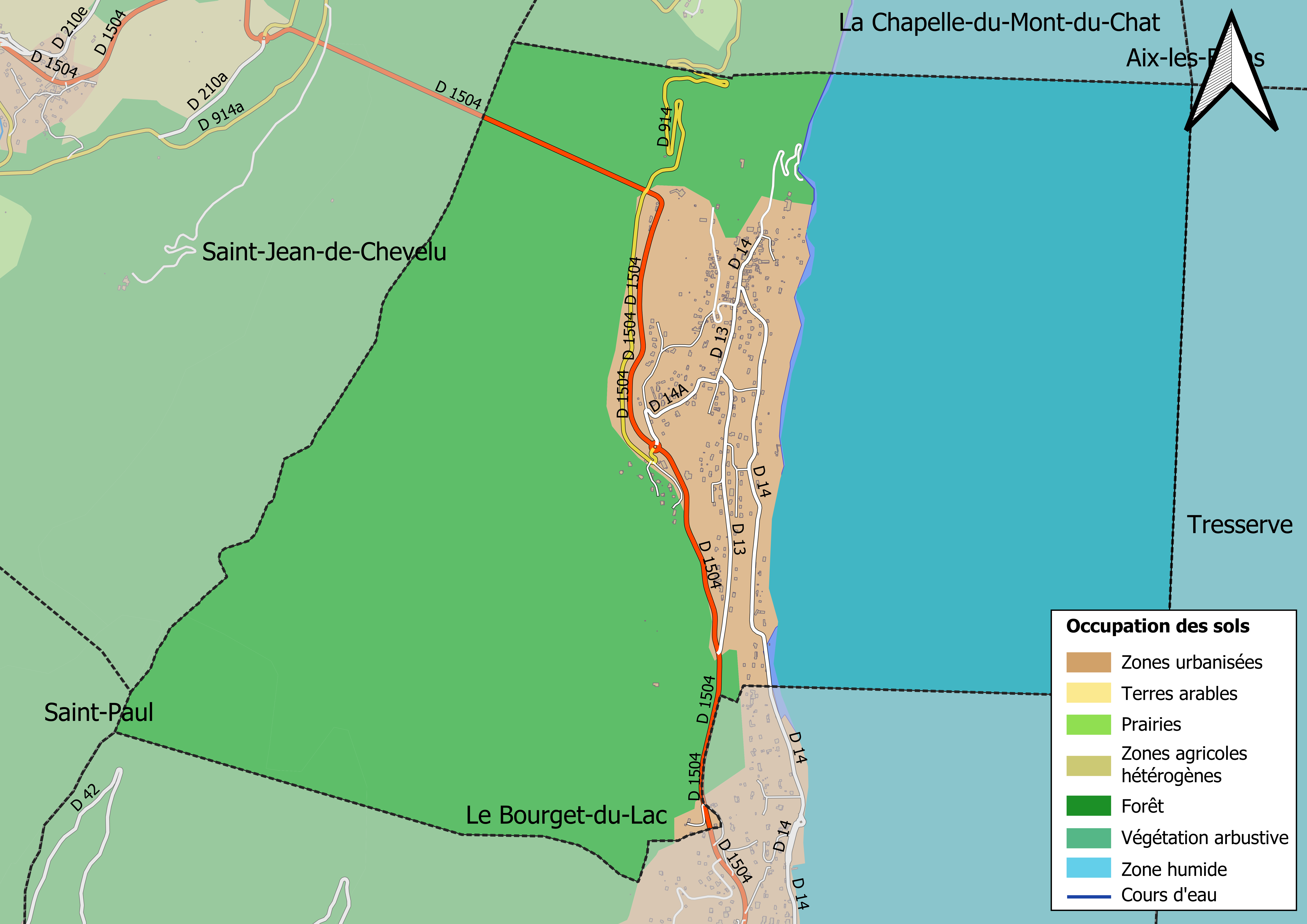
Carte des infrastructures et de l'occupation des sols en 2018 (CLC) de la commune.
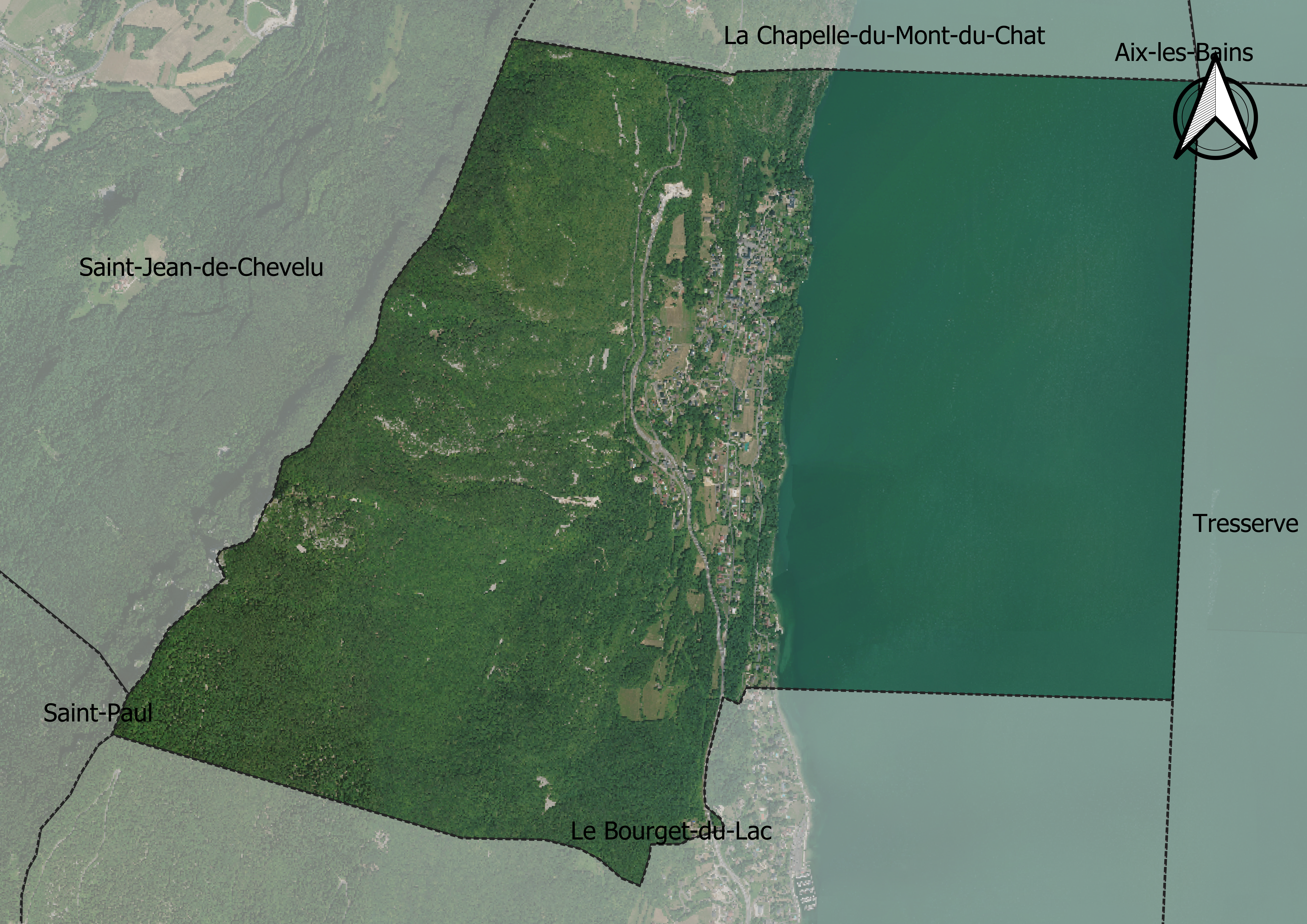
Carte orthophotogrammétrique de la commune.

## Toponymie
La première mention de la paroisse remonte au XIIe siècle avec son église, Ecclesia de Bordels, d'après le Cartulaire de Grenoble,. Un Aymo de Bordellis est mentionné,. Samuel Guichenon donne en 1330 un Chastel de Bordex en Savoye,. Dans le Cartulaire Sabaudiae apparaît l'Ecclesia Sti Vincentii de Bordellis aux alentours du XIVe siècle,. D'autres formes apparaîtront au cours des siècles suivants : Bourdellis (1488), Bourdeaulx (1568),.
Bourdeau correspond, selon le chanoine Gros, à une métairie, voire désigne un ensemble de maisons où logent des bordelliers, qui travaillent dans un bordel. Il dériverait, d'après le site Internet d'Henry Suter, de l'ancien français, bordeau, bordel, bordete, qui correspond à une « cabane [ou une] petite ferme ».
En francoprovençal, le nom de la commune s'écrit Bordyô, selon la graphie de Conflans.

## Histoire
Pour un article plus général, voir Histoire de la Savoie.
La seigneurie de Bourdeau semble remonter au XIe siècle. En 1263, un hommage est prêté à la famille de Seyssel par la famille de Bourdeau qui conserve la seigneurie en arrière-fief,. En 1330, le château appartient aux Seyssel d'Aix qui le conservent jusqu'au mariage de Jeanne de Seyssel avec Louis de Livron.
Honoré de Balzac place un épisode de son roman La Peau de chagrin (1831) sur le territoire de la commune, dans lequel il décrit le duel de Raphaël : Grâce à la peau magique d'un onagre oriental, le héros peut dévier la balle de son adversaire, « La balle de Charles alla briser une branche de saule, et ricocha sur l'eau », le duel a lieu « près du château de Bourdeau, dans une petite prairie en pente, non loin d'une route nouvellement percée par où le vainqueur pouvait gagner Lyon. »

## Politique et administration

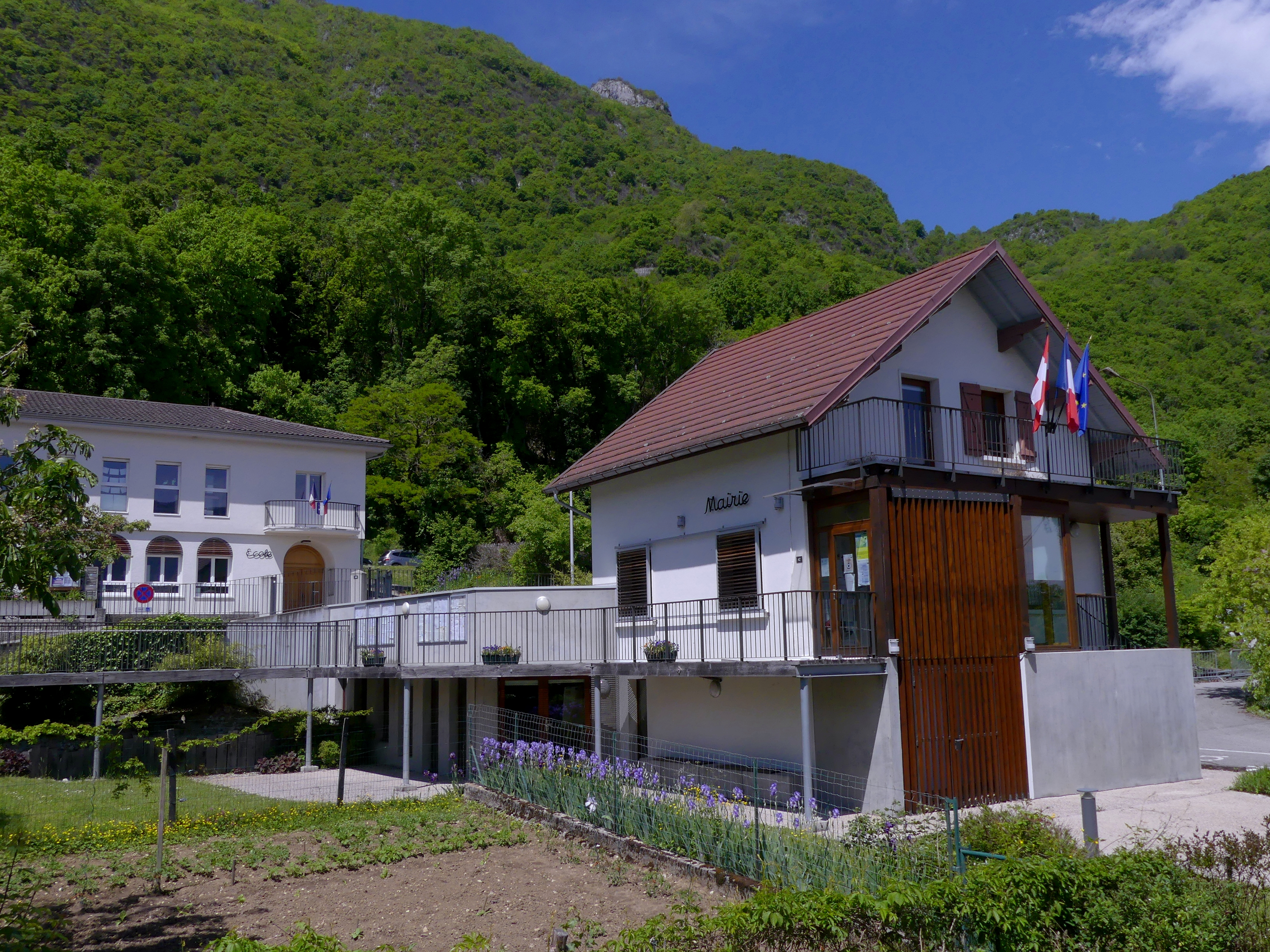
Mairie de Bourdeau.

| Période                                  | Période                  | Identité           | Étiquette | Qualité |
| ---------------------------------------- | ------------------------ | ------------------ | --------- | ------- |
| Les données manquantes sont à compléter. |                          |                    |           |         |
| 1860                                     |                          | André Beget        |           |         |
| avant 1981                               | ?                        | Michel Roubatcheff |           |         |
| mars 2001                                | mars 2008                | Alphonse Borgey    |           |         |
| mars 2008                                | En cours (au avril 2014) | Jean-Marc Drivet   |           |         |

## Population et société

### Démographie
Les habitants de la commune sont appelés les Bourdelais.
L'évolution du nombre d'habitants est connue à travers les recensements de la population effectués dans la commune depuis 1793. Pour les communes de moins de 10 000 habitants, une enquête de recensement portant sur toute la population est réalisée tous les cinq ans, les populations de référence des années intermédiaires étant quant à elles estimées par interpolation ou extrapolation. Pour la commune, le premier recensement exhaustif entrant dans le cadre du nouveau dispositif a été réalisé en 2004.

En 2022, la commune comptait 579 habitants, en évolution de +6,04 % par rapport à 2016 (Savoie : +3,63 %, France hors Mayotte : +2,11 %).
| 1793 | 1800 | 1806 | 1822 | 1838 | 1848 | 1858 | 1861 | 1866 |
| ---- | ---- | ---- | ---- | ---- | ---- | ---- | ---- | ---- |
| 151  | 152  | 164  | 158  | 172  | 192  | 189  | 179  | 180  |

| 1872 | 1876 | 1881 | 1886 | 1891 | 1896 | 1901 | 1906 | 1911 |
| ---- | ---- | ---- | ---- | ---- | ---- | ---- | ---- | ---- |
| 162  | 143  | 154  | 142  | 140  | 153  | 165  | 145  | 137  |

| 1921 | 1926 | 1931 | 1936 | 1946 | 1954 | 1962 | 1968 | 1975 |
| ---- | ---- | ---- | ---- | ---- | ---- | ---- | ---- | ---- |
| 144  | 142  | 162  | 137  | 130  | 140  | 179  | 242  | 304  |

| 1982 | 1990 | 1999 | 2004 | 2006 | 2009 | 2014 | 2019 | 2022 |
| ---- | ---- | ---- | ---- | ---- | ---- | ---- | ---- | ---- |
| 407  | 434  | 435  | 484  | 502  | 543  | 544  | 574  | 579  |

### Manifestations culturelles et festivités
- Fête du pain organisée tous les ans avec de la bière, des diots et du pain !
- Fête de la Saint-Vincent organisée chaque année.
- Fête de l'automne.
- Braderie annuelle.

## Économie

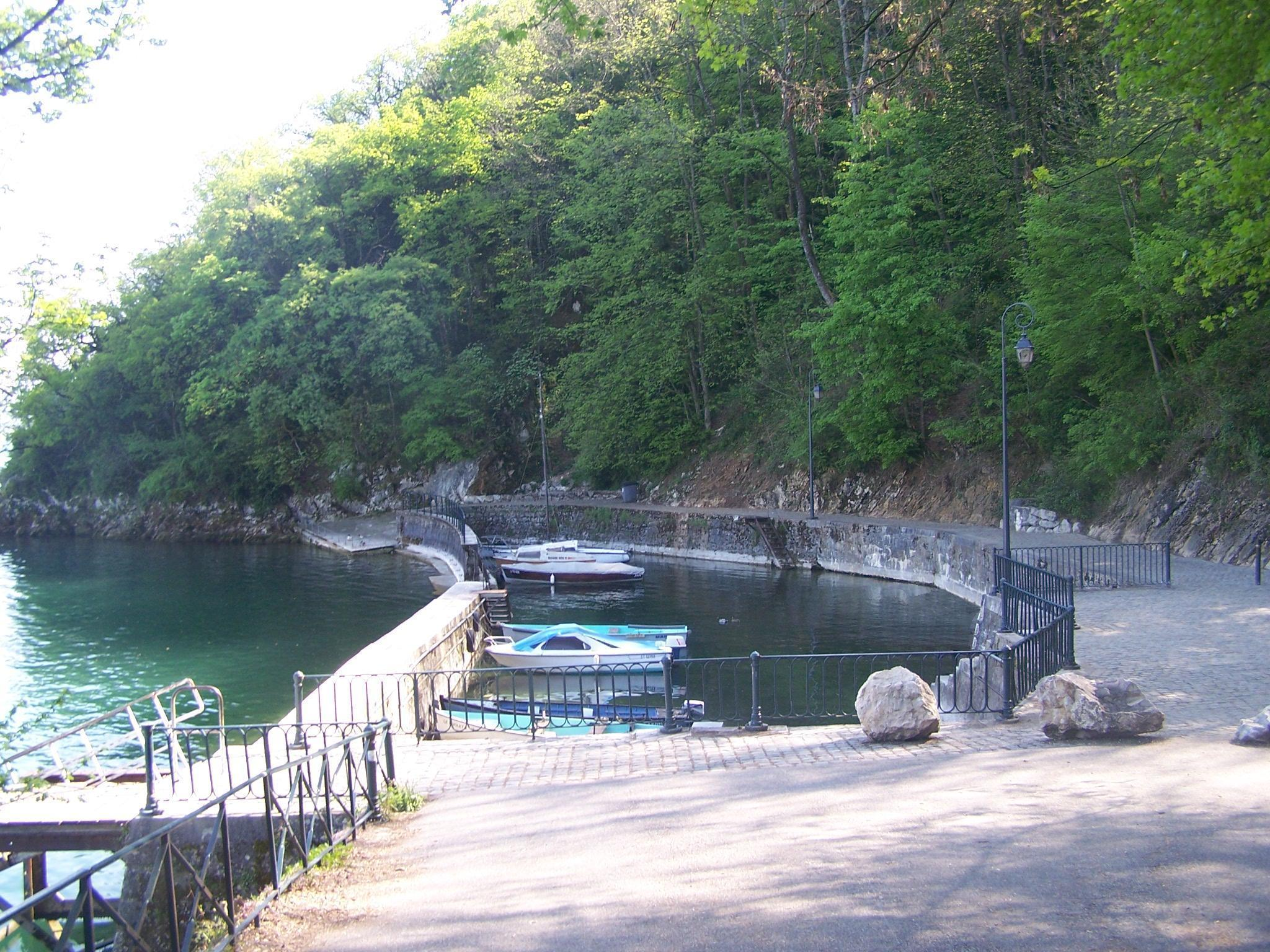
Le petit port de Bourdeau, en contrebas de la commune.

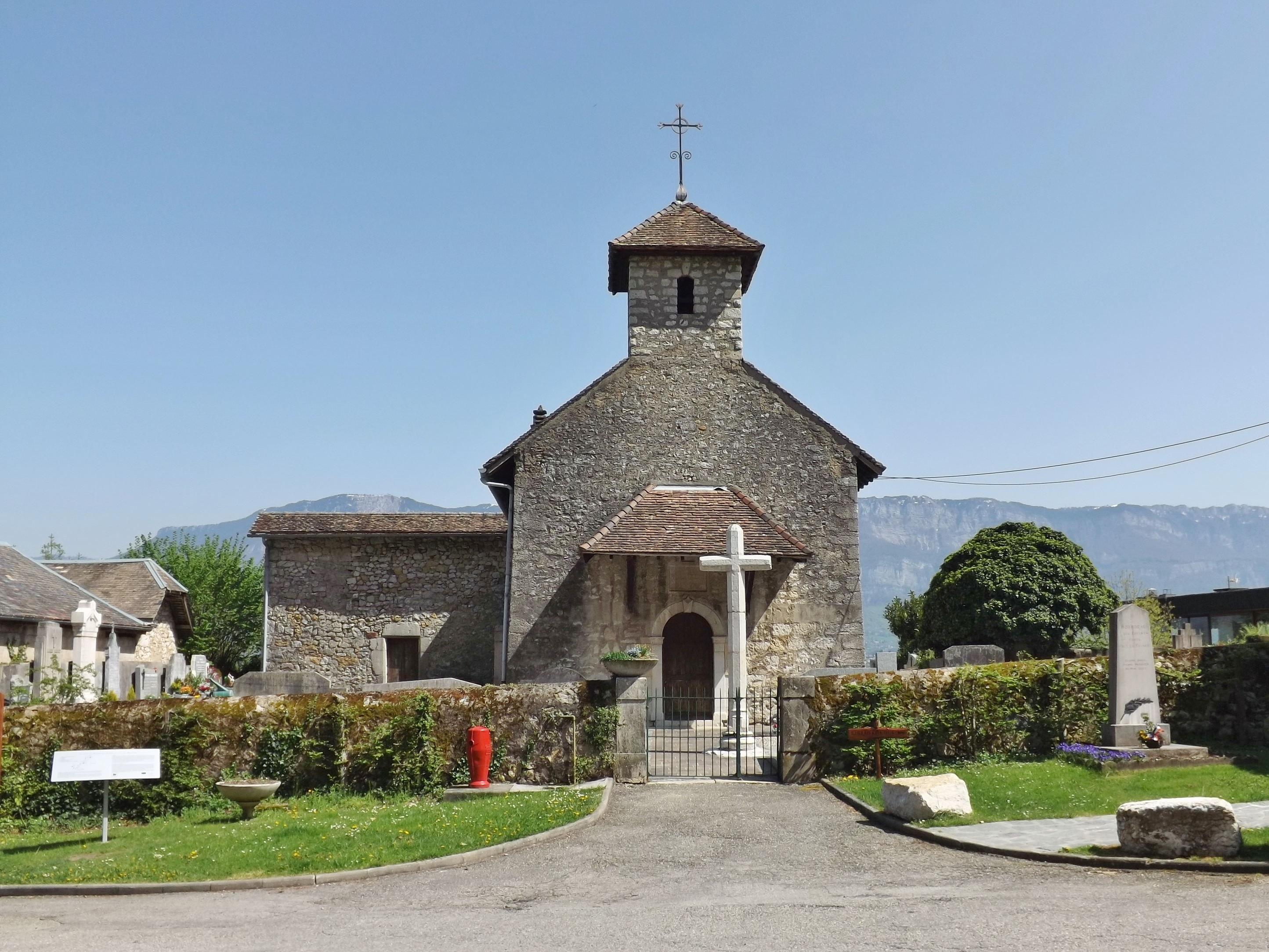
L'église de Bourdeau et son mémorial à ses disparus, morts pour la France.

## Culture locale et patrimoine

### Lieux et monuments

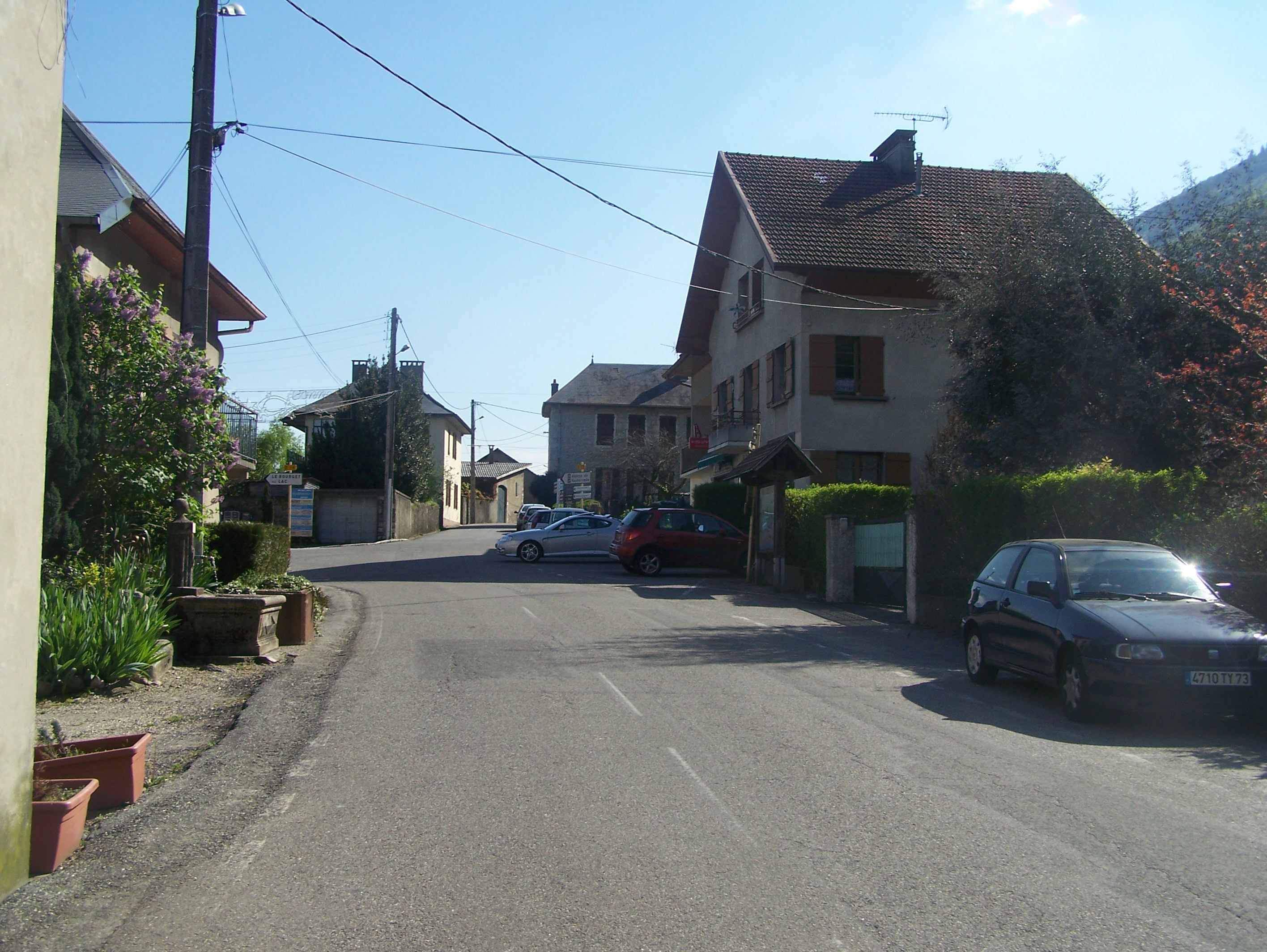
Rue centrale de la commune.

- Les principaux lieux de Bourdeau sont l'église Saint-Vincent avec son chœur du XIIIe siècle et sa nef du XVIIe siècle, le port datant de la fin du XIXe siècle, rénové, ainsi que la grotte de Lamartine. En effet, le célèbre poète a donné son nom à cette petite plage surplombée d'un rocher qui forme une petite grotte.
- Le château de Bourdeau
Situé sur une terrasse au pied du Mont du Chat, sur la rive occidentale du lac du Bourget qu'il surplombe d'environ 80 mètres. L'ancien château fort du XIe siècle se trouve au-dessus de la crique de Bourdeau. Commandant la route qui empruntait l'ancienne voie romaine de Chambéry (Lemencum) à Yenne. Privé, c'est l'un des plus anciens châteaux de Savoie, construit sur des ruines datant de l'époque romaine. George Sand séjourna dans la bâtisse lors de la rédaction de son roman, Mademoiselle la Quintinie.